# Ziela biplaga
Ziela biplaga is een vlinder uit de familie spinneruilen (Erebidae). De wetenschappelijke naam is voor het eerst geldig gepubliceerd in 1955 door Fletcher D. S. & Viette.
De soort komt voor in tropisch Afrika.